# Bouillargues
Bouillargues è un comune francese di 6 095 abitanti situato nel dipartimento del Gard, nella regione dell'Occitania.

## Società

### Evoluzione demografica
Abitanti censiti